# EN207
A Estrada Nacional n.º207- EN 207, é uma estrada nacional que integra a rede de estradas de Portugal, efetuando a ligação entre Aldeia Nova, na freguesia da Agrela, e as proximidades da Póvoa de Lanhoso.
Foi, até à construção da A42, a principal via de ligação entre o Porto e os concelhos de Paços de Ferreira, Lousada e Felgueiras, atravessando a Serra da Agrela nos seus primeiros quilómetros.
Os troços Seroa-Freamunde e São Miguel de Lousada-Sendim, bem como a travessia da cidade de Fafe, encontram-se municipalizados. 

## Localidades intermédias
| Distrito          | Localidade Intermédia                   | Estrada que liga |
| ----------------- | --------------------------------------- | ---------------- |
| Distrito do Porto | Agrela (Aldeia Nova)                    | N 105            |
| Distrito do Porto | Seroa                                   |                  |
| Distrito do Porto | Frazão                                  |                  |
| Distrito do Porto | Sobrão                                  | N 319            |
| Distrito do Porto | Paços de Ferreira                       |                  |
| Distrito do Porto | Carvalhosa                              |                  |
| Distrito do Porto | Freamunde                               |                  |
| Distrito do Porto | Figueiras                               |                  |
| Distrito do Porto | São João de Covas                       | N 106            |
| Distrito do Porto | Santa Eulália da Ordem                  |                  |
| Distrito do Porto | Cristelos                               |                  |
| Distrito do Porto | Lousada                                 | N 320            |
| Distrito do Porto | Alvarenga                               |                  |
| Distrito do Porto | Santa Margarida de Lousada              | N 207-1          |
| Distrito do Porto | São Miguel de Lousada                   |                  |
| Distrito do Porto | Unhão                                   |                  |
| Distrito do Porto | Rande                                   | N 207-2 A 11     |
| Distrito do Porto | Varziela                                |                  |
| Distrito do Porto | Felgueiras                              | N 101            |
| Distrito do Porto | Sendim                                  | N 207-3          |
| Distrito de Braga | Silvares (São Martinho)                 |                  |
| Distrito de Braga | Antime                                  |                  |
| Distrito de Braga | Fafe                                    | N 206 N 311 A 7  |
| Distrito de Braga | Fornelos                                |                  |
| Distrito de Braga | Travassós                               |                  |
| Distrito de Braga | Freitas                                 |                  |
| Distrito de Braga | Arosa                                   | N 207-4          |
| Distrito de Braga | Porto d'Ave                             |                  |
| Distrito de Braga | Póvoa de Lanhoso (proximidades) (Taíde) | N 205            |